# 3564 Talthybius
3564 Talthybius eller 1985 TC1 är en trojansk asteroid i Jupiters lagrangepunkt L4. Den upptäcktes 15 oktober 1985 av den amerikanske astronomen Edward L.G. Bowell vid Anderson Mesa Station. Den är uppkallad efter Talthybius i den grekiska mytologin.
Asteroiden har en diameter på ungefär 73 kilometer.